# 3. armija (Kraljevina Rumunjska)
3. armija (rum. Armata 3) je bila vojna formacija rumunjske vojske u Prvom svjetskom ratu. Tijekom Prvog svjetskog rata djelovala je na Rumunjskom bojištu. 

## Povijest
Treća armija formirana je 27. kolovoza 1916. sa sjedištem stožera u Bukureštu. Zapovjednikom armije imenovan je divizijski general Mihail Aslan kojemu je načelnik stožera bio brigadni general Gheorghe Mardarescu. Armija se sastojala od 150.000 vojnika, te je prema rumunjskom ratnom Planu Z bila zadužena za obranu južne rumunjske granice duž Dunava i Dobrudže. Armija se sastojala od dva korpusa i to VI. korpusa kojim je zapovijedao brigadni general Gheorghe Valeanu, te VII. korpusa pod zapovjedništvom brigadnog generala Ioana Rascua. U sastavu armije nalazila se i 20. divizija pod zapovjedništvom brigadnog generala Davida Praporgescua, Utvrđeno područje Turtucaia kojim je zapovijedao zapovjednik 17. divizije brigadni general Constantina Teodorescu, te Utvrđeno područje Silistra pod zapovjedništvom zapovjednika 9. divizije brigadnog generala Ioanu Basarabescua
Iako je 27. kolovoza 1916. Rumunjska objavila rat Austro-Ugarskoj, isti nije objavila i Bugarskoj koja se također borila na strani Centralnih sila, Međutim, 1. rujna Bugarska je objavila rat Rumunjskoj, te su odmah idućeg dana jedinice bugarske 3. armije pod zapovjedništvom Stefana Toševa počele prelaziti rumunjsko-bugarsku granicu. Arslan je odlučio braniti Turtucaiu i Silistru dok ne pristigne ruski XLVII. korpus kojim je zapovijedao general Andrej Zajončkovski kojemu je podredio 19. diviziju. Međutim, bugarsko-njemačke snage ubrzo su probile rumunjsku obranu, te su opkolile Turtucaiu. Arslan je naložio 9. diviziji pod zapovjedništvom Ioana Basarabescua koja je bila smještena u Silistri da pomogne opkoljenoj tvrđavi, ali su jedinice 9. divizije naišavši na snažan bugarski otpor kod Sarsinlara povukle. Na kraju 6. rujna bugarsko-njemačke snage zauzimaju Turtucaiu u kojoj gotovo u potpunosti uništavaju rumunjsku 17. diviziju. U međuvremenu, ruski XLVII. korpus i 19. divizija su pokušale zauzeti Dobrič koji su okupirale bugarske snage, ali su u Bitci kod Dobriča (5. – 7. rujna 1916.) također poražene. Dva dana nakon pada Turtucaiae, rumunjski Glavni stožer odlučio je evakuirati Silistru, te je 9. diviziju povukao iz navedenog grada.

Pad Tutucaiae imao je teške posljedice na rumunjsku vojsku i 3. armiju. Zapovjednik 3. armije je Mihail Aslan je 7. rujna smijenjen, a smijenjeni su zapovjednici 17. i 9. divizije Constantin Teodorescu i Ioan Basarabescu. Novim zapovjednikom 3. armije imenovan je divizijski general Alexandru Averescu koji je u Prvoj bitci kod Cobadina (17. – 19. rujna 1916.) uspio zaustaviti njemačko-bugarsko napredovanje kroz Dobrudžu. Na Ratnom vijeću održanom 15. rujna 1916. prihvaćen je Averescuov plan za daljnje djelovanje. Suspendirana je ofenziva u Transilvaniji, te je odlučeno da se bugarsko-njemačke snage napadnu s leđa na način da se prijeđe Dunav kod Flamande. U tu svrhu formirana je Grupa armija Jug, te je zapovjednikom iste imenovan Averescu koji je ujedno zapovijedao i 3. armijom. U sastav Grupe armija Jug, osim 3. armije, ušla je novoustrojena Dobrudžanska armija kojom je zapovijedao Zajončkovski, a koja je istodobno s napadom kod Flamande trebala poduzeti ofenzivu prema Cobadinu i Kurtbunaru. Treća armija je ujedno i pojačana, te su u njezin sastav ušle 10. divizija, koja se do tada nalazila u pričuvi Glavnog stožera, te novoformirane 21. i 22. divizija, kao i 1. konjička divizija koja se do tada nalazila u sastavu 2. armije.
Flamandska operacija (29. rujna – 5. listopada 1916.) započela je 29. rujna 1916. na 80 km dijelu bojišta od Flamande do Zimnicee. Ujutro 1. listopada počeo je prelazak najprije 10., a potom i 21. divizije. Tog istog dana sagrađen je i pontonski most koji je međutim u noći tri puta prekidan. Idućeg dana most su napali i monitori austrougarske Dunavske flotile tako da je prilazak prekinut. Most je ponovno napadnut 3. listopada kada je ponovno oštećen. Zbog sve teže vojne situacije u Transilvaniji rumunjski Glavni stožer je naredio prekid operacija tako da su sve rumunjske jedinice tijekom 4. i 5. listopada povukle na lijevu (sjevernu) obalu Dunava.
Nakon neuspjeha Flamandske operacije, 3 armija je 7. listopada 1916. rasformirana. Njezine su jedinice raspoređene u 1. i 2. armiju rumunjske vojske.

## Zapovjednici
Mihail Aslan (27. kolovoza 1916. – 8. rujna 1916.)

Alexandru Averescu (7. rujna 1916. – 7. listopada 1916.)

## Bitke
Opsada Turtucaiae (2. – 6. rujna 1916.)

Bitka kod Dobriča (5. – 7. rujna 1916.)

Prva bitka kod Cobadina (17. – 19. rujna 1916.)

Flamandski manevar (29. rujna – 5. listopada 1916.)

## Vojni raspored 3. armije u kolovozu 1916.
Zapovjednik: divizijski general Mihail Aslan

Načelnik stožera: brigadni general Gheorghe Mardarescu

- Grupa Centar
  - 20. divizija (brig. gen. David Praporgescu)
    - 1. mješovita brigada 
      - IV. bojna 3. pukovnije
      - IV. bojna 43. pukovnije
      - IV. bojna 42. pukovnije
      - IV. bojna 19. pukovnije
      - IV. bojna 59. pukovnije
      - Doljska bojna milicijeAlexandru Averescu, zapovjednik 3. armije od 7. rujna 1916.

    - 41. mješovita brigada
      - 81. pukovnija
        - IV. bojna 71. pukovnije
        - IV. bojna 1. pukovnije
        - IV. bojna 41. pukovnije

      - IV. bojna 66. pukovnije
      - IV. bojna 26. pukovnije
      - IV. bojna 58. pukovnije
      - Bojna milicije Mehedinti
      - Bojna milicije Rovine
      - Bojna milicije Calafat

- Grupa Zapad (VI. korpus) (brig. gen. Gheorghe Valeanu)
  - 16. divizija (brig. gen. Constantin Anastasiade)
    - 41. brigada 
      - 81. pukovnija
      - 82. pukovnija

    - 42. brigada 
      - 83. pukovnija
      - 84. pukovnija

    - 11. artiljerijska brigada 
      - 26. artiljerijska pukovnija
      - 27. artiljerijska pukovnija

  - 18. divizija (brig. gen. Alexandru Referendaru)
    - 2. mješovita brigada 
      - 2. pukovnija ganičara
      - pješačka pukovnija A

    - 3. mješovita brigada 
      - pješačka pukovnija B
      - pješačka pukovnija C
      - IV. bojna 21. pukovnije

    - 13. artiljerijska pukovnija Operacije 3. armije u Dobrudži od 1. – 19. rujna 1916.

  - 1. konjička divizija (brig. gen. Ioan Herescu)
    - 1. konjička brigada 
      - 1. konjička pukovnija
      - 10. konjička pukovnija

    - 2. konjička brigada 
      - 4. konjička pukovnija
      - 9. konjička pukovnija

    - 3. konjička brigada 
      - 5. konjička pukovnija
      - 3. konjička pukovnija

  - 2. konjička brigada
    - Kraljevska prateća pukovnija
    - 4. konjička pukovnija

- Grupa Istok (VII. korpus) (brig. gen. Ioan Rascu)
  - 17. divizija (Utvrđena zona Turtucaia) (brig. gen. Constantin Teodorescu)
    - 18. brigada 
      - 36. pukovnija
      - 76. pukovnija

    - 39. brigada 
      - 79. pukovnija
      - IV. bojna 40. pukovnije
      - IV. bojna 75. pukovnije
      - IV. bojna 80. pukovnije

    - Bojna milicije Buzau
    - Bojna milicije Prahova
    - Bojna milicije Vasile Lupu
    - Bojna milicije MirceaOperacije 3. armije u Flamandskom manevru (29. rujna - 5. listopada 1916.)

  - 9. divizija (Utvrđena zona Silistra) (brig. gen. Ioan Basarabescu)
    - 17. brigada 
      - 34. pukovnija
      - 40. pukovnija

    - 18. brigada 
      - 35. pukovnija
      - 36. pukovnija

    - 39. brigada 
      - 63. pukovnija
      - 79. pukovnija

    - 9. artiljerijska brigada 
      - 13. artiljerijska pukovnija
      - 18. artiljerijska pukovnija

    - 9. streljačka pukovnija

  - 19. divizija (Utvrđena zona Cernovoda) (brig. gen. Nicolae Arghirescu)
    - 17. brigada 
      - 40. pukovnija
      - 9. streljačka pukovnija

    - 5. mješovita brigada 
      - 39. pukovnija
      - IV. bojna 33. pukovnije
      - IV. bojna 73. pukovnije
      - IV. bojna 34. pukovnije
      - IV. bojna 74. pukovnije

    - 6. mješovita brigada 
      - IV. bojna 24. pukovnije
      - IV. bojna 64. pukovnije
      - IV. bojna 12. pukovnije
      - IV. bojna 52. pukovnije
      - IV. bojna 11. pukovnije
      - IV. bojna 51. pukovnije

    - Černovodski mostobran 
      - IV. bojna 39. pukovnije
      - Bojna milicije Constanta

  - 5. konjička brigada
    - 10. konjička pukovnija
    - 9. konjička pukovnija

## Vanjske poveznice
(eng.) Operacije 3. armije na stranici Greatwarforum.org